# Relax
Relax debitantska je pjesma britanske dance-pop skupine Frankie Goes to Hollywood objavljena od londonskog ZTT Recordsa 1983. godine. Pjesma je postala broj jedan hit u Ujedinjenom Kraljevstvu 24. siječnja 1984., nakon čega je vrlo brzo postala jednom od najkontroverznijih i najprodavanijih singlova cijelog desetljeća. Samo u Velikoj Britaniji prodano je oko 1.91 milijun kopija što je pjesmu učinilo sedmom najprodavanijom britanskom pjesmom svih vremena. U ožujku 1985. pjesma se našla na desetom mjestu najpopularnijih pjesama u SAD-u. Pjesma je rabljena u filmovima Body Double (1984.), Police Academy (film) (1984.), Gotcha! (1985.), Zoolander (2001.) i The Proposal (film) (2009.).

## Kontroverze
Suosnivač ZTT Recordsa Paul Morley je uspješno ostvario svoj početni cilj, i s pjesmom Relax izazvao skandal u javnosti. ZTT je uskoro pokrenuo i kampanju u britanskom glazbenom tisku. Prva reklama se sastojala od slike pratećeg vokala Paul Rutherforda u mornarskom odijelu s kožnom kapom i preslikom i vokala Holly Johnsona obrijane glave i s gumenim rukavicama ispod kojih je stajao natpis "ALL THE NICE BOYS LOVE SEA MEN" i izjava "Frankie Goes to Hollywood are coming. .. making Duran Duran lick the shit off their shoes. .. Nineteen inches that must be taken always.".
Kada je prvi put objavljena na popisu UK Top 75 u studenom 1983., početna prodaja pjesme bila je troma. Počevši na 67. mjestu, do sedmog tjedna je došla tek na 35. mjesto, te je povremeno ček i nazadovala. Tada je, 5. siječnja 1984. izvedena u BBC-jevom programu Top of the Pops. Sljedećeg je tjedna skočila na broj 6. Već 11. siječnja, Mike Read s Radio stanice 1 izrazio je gađenje prema pjesmi i vizualnom identitetu glazbene skupine. Najavio je da odbija ubuduće puštati bez da je znao da je BBC upravo u tom trenutku odlučio da pjesma više nije prikladna za emitiranje u bilo kojem programu BBC-ja. Uskoro se pjesma prestala puštati i na BBC radiju, a izbačena je i iz programa Top of the Pops. Zabrana je osramotila BBC posebno uzme li se u obzir da se pjesma nastavila puštati na komercijalnim radio stanicama bez obzira na kontroverze o tekstu pjesme. Iz toga je razloga zabrana naknadno, krajem godine ukinuta, i pjesma se pojavila u oba božićna izdanja emisije Top of the Pops.